# フレズノ・グリズリーズ
フレズノ・グリズリーズ（Fresno Grizzlies）は、アメリカ合衆国カリフォルニア州フレズノに本拠地をおくマイナーリーグの野球チーム。カリフォルニアリーグ所属で、2022年現在はMLB・コロラド・ロッキーズ傘下A+級チームとして活動している。
前身はアリゾナ州ツーソンを本拠地としていた「ツーソン・トロズ」。
2009年には、日本人選手の高津臣吾、藪恵壹の他、マット・キニー（元埼玉西武ライオンズ）、ラモン・オルティーズ（元オリックス・バファローズ）、ジョン・ボウカー（読売ジャイアンツ）らが在籍した。2011年にはマーク・クルーン（元横浜ベイスターズ・巨人）、エドガー・ゴンザレス（元巨人）が在籍した。

## 歴史
1901年にパシフィック・ノースウェスト・リーグに参加したシアトル・クラムディガーズというチームが起源とされる。1903年よりパシフィックコーストリーグに加盟。その後、幾度か球団名の変更があったが1968年までシアトルを本拠地としていた。
1969年にアリゾナ州ツーソンへ移転し、ツーソン・トロズに改称した。
1998年、MLBにアリゾナ・ダイヤモンドバックスが加盟したため、同じフェニックスに存在していたパシフィックコーストリーグ所属のサンフランシスコ・ジャイアンツ傘下、フェニックス・ファイアバーズがツーソンに移転し、ツーソン・サイドワインダーズに改称した（ダイヤモンドバックスと提携）。ツーソンにあるツーソン・トロズはフレズノに移転し、現在のフレズノ・グリズリーズに改称、AAA級のチームとしてジャイアンツと提携した。
2002年、フレズノ移転以来使用していたピート・ベンセン・フィールドから現在のグリズリーズ・スタジアム（チュケチャンスィ・パーク）に移転。
2005年、フレズノ・ベースボールに球団を売却。
2010年8月3日にジャイアンツと2年の延長契約を結んだ。
2012年9月2日にジャイアンツと2年の延長契約を結んだ。
2014年9月18日にヒューストン・アストロズと2年契約を結んだ。
2019年シーズンからはワシントン・ナショナルズが提携球団となった（2020年までの2年契約）。
2021年シーズンからは、コロラド・ロッキーズ傘下のA+級のチームとして、ロウAウェストに所属して活動していくことになった。

## 選手名鑑

### 現役選手
| 投手 - 43 マーク・アペル (Mark Appel)** - 13 トラビス・バリュー (Travis Ballew) - 33 ジェイク・ブキャナン (Jake Buchanan) - 19 ケビン・チャップマン (Kevin Chapman)* - 5 クリス・コットン (Chris Cotton) - 55 ルイス・クルーズ (Luis Cruz)* - 31 クリス・ディヴェンスキー (Chris Devenski)* - 31 ジャンデル・ギュスターヴ (Jandel Gustave) - 46 マイク・ハウスチャイルド (Mike Hauschild)** - 58 ジェームズ・ホイト (James Hoyt) - 52 ジョーダン・ジャンコウスキー (Jordan Jankowski) - 38 フアン・ミナヤ (Juan Minaya) - 34 ブレット・オーバーホルツァー (Brett Oberholtzer)** - -- タイソン・ペレス (Tyson Perez)* - -- ブレイディ・ロジャース (Brady Rodgers)* - -- トミー・シャーリー (Tommy Shirley)* - 29 アッシャー・ウォジェハウスキー (Asher Wojciechowski )* | 投手 - 43 マーク・アペル (Mark Appel)** - 13 トラビス・バリュー (Travis Ballew) - 33 ジェイク・ブキャナン (Jake Buchanan) - 19 ケビン・チャップマン (Kevin Chapman)* - 5 クリス・コットン (Chris Cotton) - 55 ルイス・クルーズ (Luis Cruz)* - 31 クリス・ディヴェンスキー (Chris Devenski)* - 31 ジャンデル・ギュスターヴ (Jandel Gustave) - 46 マイク・ハウスチャイルド (Mike Hauschild)** - 58 ジェームズ・ホイト (James Hoyt) - 52 ジョーダン・ジャンコウスキー (Jordan Jankowski) - 38 フアン・ミナヤ (Juan Minaya) - 34 ブレット・オーバーホルツァー (Brett Oberholtzer)** - -- タイソン・ペレス (Tyson Perez)* - -- ブレイディ・ロジャース (Brady Rodgers)* - -- トミー・シャーリー (Tommy Shirley)* - 29 アッシャー・ウォジェハウスキー (Asher Wojciechowski )* | 捕手 - 8 タイラー・ハイネマン (Tyler Heineman) - 53 トレント・ウッドワード (Trent Woodward) 内野手 - 9 ノーラン・フォンタナ (Nolan Fontana) - 6 トニー・ケンプ (Tony Kemp) - 2 ジオ・ミアー (Jio Mier) - 17 コリン・モラン (Colin Moran) - 14 ジョー・スクラファニ (Joe Sclafani) 外野手 - 15 ロビー・グロスマン (Robbie Grossman)* - 28 L.J.ホーズ (L.J. Hoes)* - 25 アレックス・プレスリー (Alex Presley) - 12 アンドリュー・アプリン (Andrew Aplin) 指名打者 - 27 タイラー・ホワイト (Tyler White) | 捕手 - 8 タイラー・ハイネマン (Tyler Heineman) - 53 トレント・ウッドワード (Trent Woodward) 内野手 - 9 ノーラン・フォンタナ (Nolan Fontana) - 6 トニー・ケンプ (Tony Kemp) - 2 ジオ・ミアー (Jio Mier) - 17 コリン・モラン (Colin Moran) - 14 ジョー・スクラファニ (Joe Sclafani) 外野手 - 15 ロビー・グロスマン (Robbie Grossman)* - 28 L.J.ホーズ (L.J. Hoes)* - 25 アレックス・プレスリー (Alex Presley) - 12 アンドリュー・アプリン (Andrew Aplin) 指名打者 - 27 タイラー・ホワイト (Tyler White) |
| * 40人ロースター **故障者リスト、制限選手 2015年9月24日更新 [公式サイト(英語)より：ロースター 選手の移籍・故障情報] | | | |

## 過去の主な所属選手

### ツーソン・トロズ時代
- ブレント・ストローム
- マット・キーオ
- タイ・ゲイニー
- ケン・カミニティ
- クレイグ・ビジオ
- ロン・ワシントン
- ダリル・カイル
- ホセ・トレンティーノ
- リー・タネル
- エリック・アンソニー
- タフィ・ローズ
- スコット・サーバイス
- カート・シリング
- ミッキー・ブラントリー
- ルイス・ゴンザレス
- トッド・ジョーンズ
- フィル・ネビン
- ビリー・ワグナー
- クリス・ホルト
- ボビー・アブレイユ
- ティム・アンロー
- ジェフ・ジェンキンス
- ロニー・ベリアード

### フレズノ・グリズリーズ時代
- ミゲル・デルトロ
- ジェイソン・グリーリ
- ライアン・ボーグルソン
- デーモン・マイナー
- ヨービット・トレアルバ
- 新庄剛志
- ジェローム・ウィリアムズ
- トッド・リンデン
- マット・キニー
- マット・ケイン
- スコット・アッチソン
- ティム・リンスカム
- スコット・マクレーン
- ジョン・ボウカー
- トラビス・イシカワ
- 藪恵壹
- ラモン・オルティーズ
- 高津臣吾
- バスター・ポージー
- マディソン・バンガーナー
- ブランドン・ベルト
- ブランドン・クロフォード
- マーク・クルーン
- エドガー・ゴンザレス (内野手)
- トラビス・ブラックリー
- チャーリー・カルバーソン
- 田中賢介
- ジョー・パニック
- マックス・スタッシ
- ジェイク・マリスニック
- プレストン・タッカー
- カルロス・コレア
- タイラー・ホワイト
- トニー・ケンプ
- アレックス・ブレグマン
- J.D.デービス
- デビッド・ポーリーノ
- デレク・フィッシャー
- カイル・タッカー
- ジョシュ・ジェームズ